# Червено море север
Червено море-север е един от шестте региони на Еритрея. Площта му е 27 800 квадратни километра, а населението е около 653 300 души, по приблизителна оценка от юли 2005 г. Столицата на региона е град Масава, разположен на около 60 километра от столицата на Еритрея Асмара. Граничи с регионите на Еритрея Ансеба, централен и южен на запад, с Червено море-юг на югоизток и със Судан на север. Разделен е на 9 общини (подрегиони).
Регионът включва и архипелагът от острови в Червено море Дахлак. Архипелагът се състои от 2 големи и 124 малки острова. Само 4 от островите са постоянно населени. Островите Дахлак се посещават и от туристи. Някои от островите могат да се достигнат с лодка от град Масава на брега на Еритрея, защото разстоянието е само 50 километра.